# Juri Wiktorowitsch Slotja
Juri Wiktorowitsch Slotja (russisch Юрий Викторович Злотя; * 15. Dezember 1958 in Kischinau) ist ein sowjetisch-russischer Bildhauer.

## Leben
Slotja wuchs in der Altstadt von Kischinau in einem Haus gegenüber einer Kunstschule auf. Sein Vater Wiktor Jakowlewitsch Slotja polnischer Herkunft arbeitete als Schlosser in einem Forschungsinstitut. Slotjas Mutter Jelena Ignatjewna Slotja war Krankenschwester im System des Innenministeriums der Moldauischen SSR. Der Großvater mütterlicherseits Ignati Borissow war wohlhabender Landwirt in der Region Odessa.
Slotja besuchte zwei Jahre lang eine Kunstschule und begann dann das Studium an der Repin-Kunstschule Kischinau bei Juri Alexandrowitsch Kanaschin (Abschluss 1878). Es folgte das Studium in Leningrad an der Muchina-Kunst-Gewerbe-Hochschule (seit 2006 St. Petersburger Stieglitz-Kunst-Gewerbe-Akademie) bei Walentina Rybalko mit Abschluss 1985.

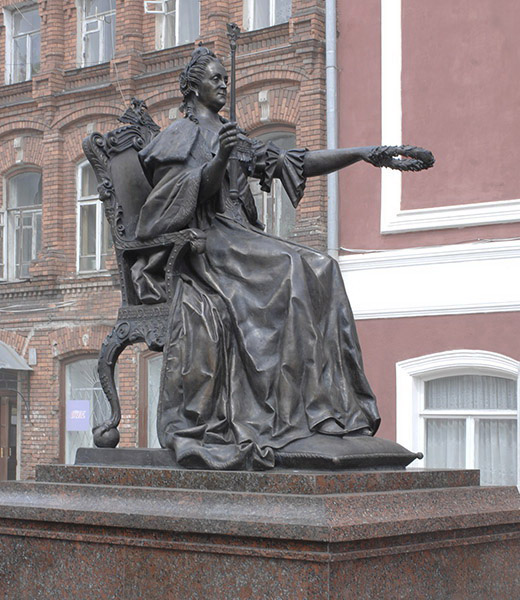
Katharina-II.-Denkmal, Wyschni Wolotschok

Slotja verzichtete auf die Arbeit als Assistent in Rybalkos Atelier und ging nach Fernost. Er lebte und arbeitete zwei Jahre lang in Chabarowsk. Er schuf ein Beton-Denkmal für die sowjetische Partisanin Soja Kosmodemjanskaja, das 1986 in Dalneretschensk aufgestellt wurde.
1987 begann Slotja die Aspirantur im Kunst-Institut Krasnojarsk der in Krasnojarsk eröffneten Filiale der Russischen Akademie der Künste für den Ural, Sibirien und Fernost. Er beherrschte inzwischen die Gusstechnik und stellte selbst seine Plastiken her, die er im ganzen Land ausstellte. In Krasnojarsk lernte er die Künstler Andrei Posdejew und Wladimir Kapelko kennen. Er wurde 1989 Mitglied der Union der Künstler der UdSSR.
In der Zeit der Perestroika verließ Slotja Sibirien 1990 und ging nach Moskau, wo Ausländer Kunst aufkauften. Nachdem er alle seine Werke verkauft hatte, richtete er sich auf dem Lande in der Nähe von Klin ein Atelier ein und baute sich ein Haus. Er gewann die Bauwettbewerbe für die Denkmäler für die Krasnojarsker Künstler Andrei Posdejew (2000) und Wassili Surikow (2003), die dann in Krasnojarsk aufgestellt wurden. Bei der Einweihung des Posdejew-Denkmals 2000 lernte er den Schriftsteller Wiktor Astafjew kennen, nach dessen Tod 2001 er sich mit dessen Werk im Hinblick auf ein Denkmalprojekt beschäftigte.
Slotja schuf die Denkmäler für Michail Reschetnjow (2003) in Schelesnogorsk bei Krasnojarsk, für Peter I. und den Unternehmer mongolischer Herkunft Michail Serdjukow (2006) und für Katharina II. (2007) in Wyschni Wolotschok, für Musa Cälil (2012) in Moskau u. a.

## Ehrungen, Preise
- Goldmedaille der Russischen Akademie der Künste (2003)[1]
- Verdienter Künstler der Russischen Föderation (2004)[3]
- Goldmedaille der Schaffensunion der Künstler Russlands (2005)[3]
- Medaille „Stärkung der Zoll-Gemeinschaft“ des Russischen Föderalen Zolldienstes (2008)[3]